# Alchemilla aroanica
Alchemilla aroanica är en rosväxtart som först beskrevs av Robert Buser, och fick sitt nu gällande namn av Werner Hugo Paul Rothmaler. Alchemilla aroanica ingår i släktet daggkåpor, och familjen rosväxter. Inga underarter finns listade i Catalogue of Life.